# Landschaftsteile auf den Gemarkungen Deilingen und Wehingen
Die Landschaftsteile auf den Gemarkungen Deilingen und Wehingen sind ein vom Landratsamt Tuttlingen am 2. August 1968 durch Verordnung ausgewiesenes Landschaftsschutzgebiet auf dem Gebiet der Gemeinden Wehingen und Deilingen.

## Lage
Das Landschaftsschutzgebiet Landschaftsteile auf den Gemarkungen Deilingen und Wehingen besteht aus zwei Teilgebieten. Das nördliche und größere Teilgebiet umfasst die Hochflächen und Gipfel von Ortenberg, Bol, Montschenloch und Wandbühl östlich von Deilingen. Das kleinere südliche Teilgebiet liegt auf der Lützelhalb nordöstlich von Wehingen. Es gehört zum Naturraum Hohe Schwabenalb.
Das Gebiet befindet sich in der geologischen Einheit des Oberjura. Während die Kuppen von Bol und Wandbühl von den Unteren Felsenkalken gebildet werden, liegt der Rest des Gebiets vornehmlich in der Formation der Wohlgeschichteten Kalke. Dazwischen sind kleinflächig die Lochen-Schichten angeschnitten.

## Landschaftscharakter
Das Gebiet wird im Wesentlichen von großflächigen mageren Berg-Mähwiesen mit Übergängen zu Magerrasen geprägt. Stellenweise wurde Fichtenwald aufgeforstet. Auf der Lützelhalb befinden sich einige Steinriegel-Hecken.

## Zusammenhängende Schutzgebiete
Im Norden grenzt das Naturschutzgebiet Ortenberg an, das nördliche Teilgebiet grenzt im Süden an das Naturschutzgebiet Schloßhalde-Mannsteighalde. Das Gebiet liegt im FFH-Gebiet Großer Heuberg und Donautal, im Vogelschutzgebiet Südwestalb und Oberes Donautal und im Naturpark Obere Donau. Fünf Eichen bei der Bergkapelle und Zwei Fichten sind zudem als Naturdenkmale ausgewiesen.